# الحفاية (سيدي أحمد أو عمرو)
الحفاية هي إحدى مشيخات المملكة المغربية، تتبع جغرافيا لإقليم تارودانت وإداريًا لسيدي أحمد أو عمرو. يقدر عدد سكانها بـ 6746 نسمة حسب الإحصاء الرسمي للسكان والسكنى لسنة 2004.